# 풀럼타오 전투
풀럼타오 전투(Battle of Phu Lam Tao, 1885년 3월 23일)는 청불 전쟁 동안 베트남 북부에서 벌어진 정치적으로 의미있는 교전이었다. 청나라군과 흑기군 혼성군이 프랑스 주아브병 대대를 격파한 교전이다.

## 배경

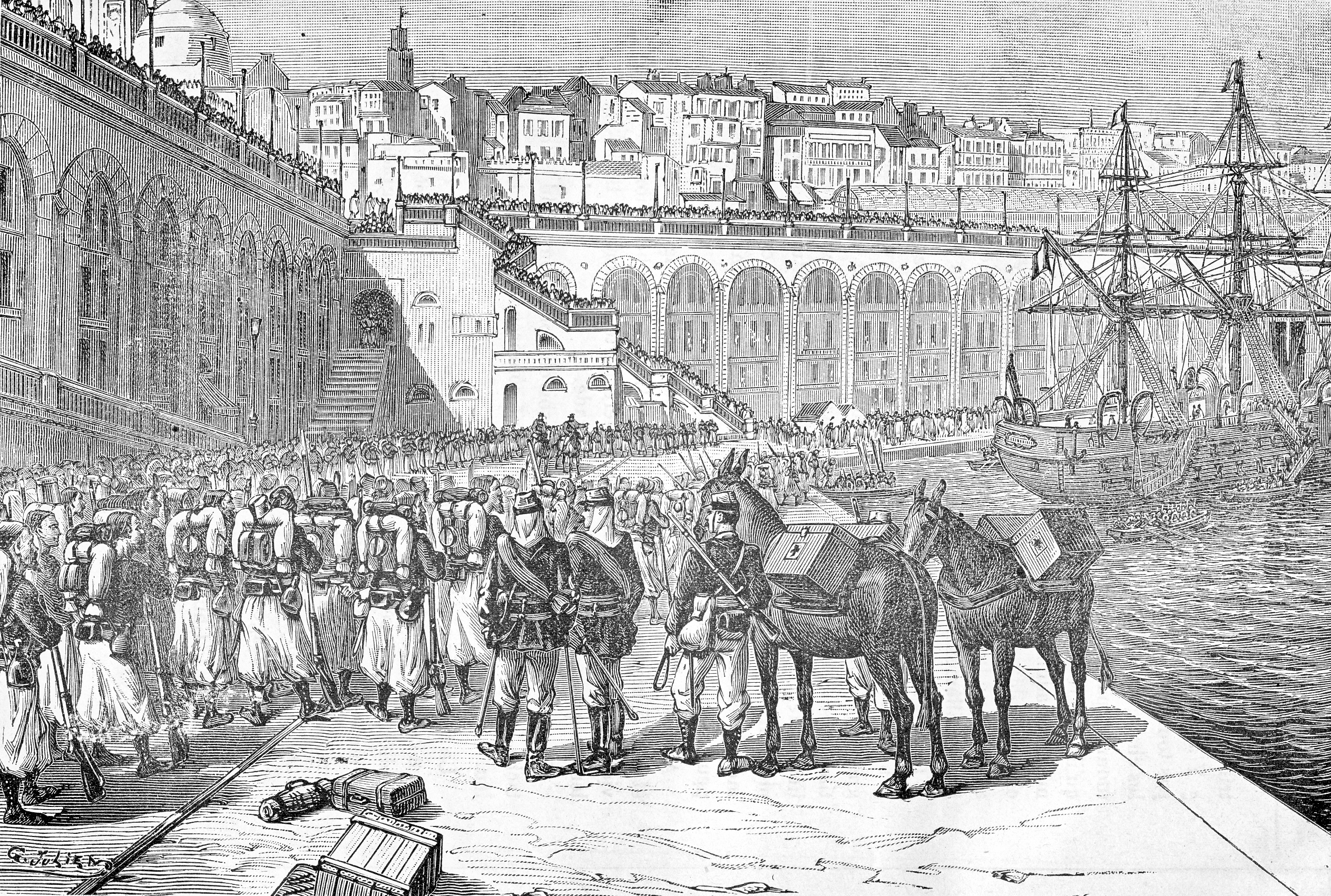
알제리에서 통킹행 배에 승선하는 주아브병, 1885년 1월

뚜옌꽝 포위전이 끝나고 3주가 지난 후 당경숭의 운남군과 유영복의 흑기군이 점령한 진지를 프랑스군이 정찰하는 과정에서 전투가 발발했다. 이 전투에 대한 프랑스군의 기록은 이상할 정도로 자제되어 있으며, 이것은 상황이 최악으로 진행되었다는 것을 시사하고 있다. 통킹 원정군 총사령관 루이 브리에르 드 리즐 장군은 뚜옌꽝 구원에 힘입어 프랑스군과 알제리군 5,000명과 2,000명의 통킹 보조병, 460마리의 노새와 말을 동원해 운남군을 공략할 원정 계획을 세웠다. 이 원정은 흥호아의 프랑스 본거지에서 시작된다. 최근에 통킹에 도착한 대대장 시몽의 1대대, 주아브병 1연대는 풀럼타오 마을을 예비 정찰을 하라는 명령을 받았다. 이곳은 강력한 운남군 하위 부대에 의해 점령된 것으로 알려졌다. 1885년 3월 23일, 시몽은 풀럼타오에 도착하여 이 마을이 운남군 정병들과 흑기군(프랑스군들이 불렀던 것처럼 ‘산적들’) 군대가 점령하고 있는 것을 발견했다. 시몽은 대대에게 공격 명령을 내렸다.

## 전투
프랑스 사료가 침묵을 지키며 잘 다루고 있지 않았기 때문에 전투 이후 무슨 일이 있었는지는 확인하기 힘들다. 프랑스의 공식 뉴스 통신사인에 아젱스 아바스(Agence Havas)는 시몽의 대대가 풀럼타오를 정찰하다가 사상자 몇 명을 냈다고 발표했지만, 그보다 더 많은 사건이 있었다. 주아브병 대대가 풀럼타오를 공격하다가 격퇴당한 것은 확실해 보이며, 격퇴는 수치스러웠을 것으로 보인다. 이 작전에 대한 가장 제대로 된 설명은 대대장 미뇨(Mignot) 대대의 주아브병 2연대 장교인 폴 생몽(Paul Sainmont)이 제공한 것이다. 그의 대대는 생몽의 대대와 함께 통킹에 동반했다.
| “ | 오늘 1대대, 주아브병 1연대가 방후옌 마을 근처 타인머이 지역에서 유영복의 흑기군과 맞붙었다. 이 산적놈들이 랑선에서는 드 네그리에 대령에게, 뚜옌꽝에서는 브리에르 드 리즐 장군에게 쫒기다가 이 지점에 집결하기 위해 그곳에 무리지어 도착했다. 우리 동지들은 3월 23일 저녁 내내 격렬하게 싸웠다. 해가 진 후 성채의 꼭대기에서 이 장엄한 광경을 지켜보고 있던 흥호아 요새는 이웃 마을 두세 곳을 집어삼키고 있는 눈부신 불꽃에서 발산된 빛을 보았다. 그리고 작전이 상당히 넓은 전선에서 진행되고 있다는 것을 짐작할 수 있었다. 주아브병들이 활기와 용기가 부족하지 않았지만, 밤이 되었고 적의 수가 너무 많았다.그들은 어쩔 수 없이 질서정연하게 홍강 좌안에 있는 주둔지를 되찾았다. 극도의 살인적인 화재로 인해 방후옌의 요새화된 탑에 몇 차례 맹공을 가한 것은 허사로 돌아갔다. | ” |

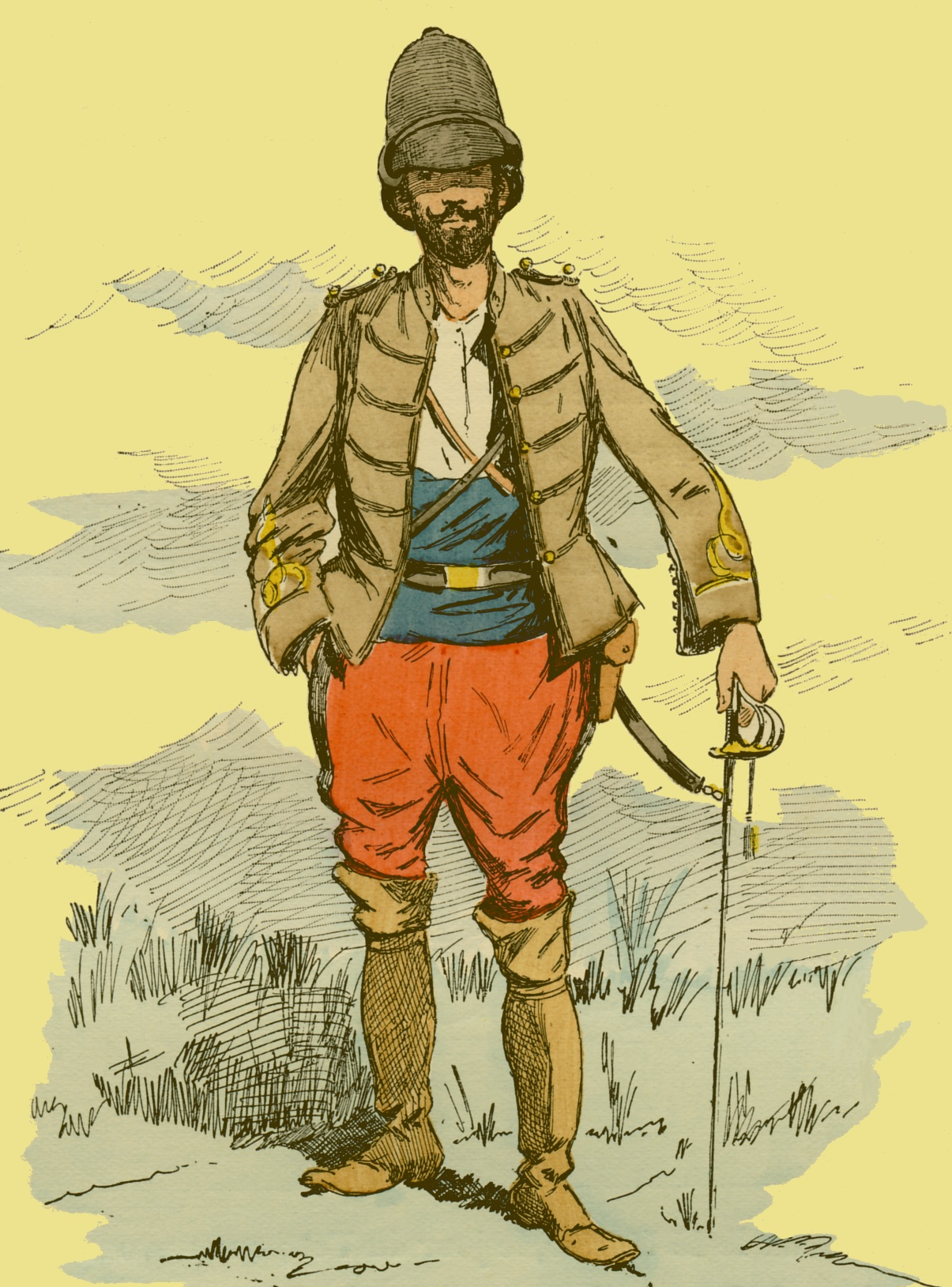
프랑스 주아브병 장교, 통킹, 1885년 봄

보니파시 중령에 따르면, 몇 년 후 전투에 참석한 장교들과 전투에 대해 논의한 결과, 부대가 배낭과 총기를 버리고 무질서하게 퇴각었다는 것이다. 보니파시는 알제리에서 갓 올라온 주아브병들이 통킹의 전쟁 환경에 적응하기 전까지는 그런 임무를 부여받지 말았어야 했다고 논평했다. 중국 자료에 따르면 운남군과 흑기군이 풀럼타오에서 확실한 승리를 거뒀다고 주장한다. 운남군의 공식보고에 따르면 풀럼타오의 군대가 3월 23일 프랑스군의 공격을 받았지만, 공격은 실패했고, 프랑스군은 전사자를 전장에 버리고 공포에 질려 밀림 속으로 후퇴했다고 한다. 이 보고서는 프랑스군이 3월 24일 이 지역에서 퇴각하며 400개의 유니폼과 상당량의 무기와 지도를 버렸다고 덧붙였다.

## 결과 및 영향
이 작전에서 프랑스군이 기록한 사상자는 논쟁의 여지가 있다. 중요하지 않은 전쟁으로 사건으로 일축한 (참전 군인 출신) 르콤트에 따르면 시몽 대대는 ‘약 12명의 사상자’를 기록했다고 증언한다. 센몽(Sainmont)에 따르면, 프랑스군 사상자는 40명 ~ 50명 수준이었다. 니미에르에 따르면 프랑스 사상자는 6명이 사망하고 29명이 부상을 입었다고 한다. 니미에르의 수치는 수십 년 후 인도차이나에서 프랑스 정복을 연구한 역사학자인 토마지(Thomazi)에 의해 받아들여졌다.
풀럼타오에서의 교전의 중요성은 프랑수아 드 네그리에 장군이 1885년 3월 24일 광서군과 일전을 벌여 심각한 사상자를 냈던 진남관 전투 하루 전에 발생했다는 점이다. 그 우연의 일치로 브리에르 드 리즐 장군 역시도 프랑스군이 청나라 광서군, 흑기군 양군의 연합 공세에 직면하고 있다고 잘못된 결론을 내리고 있다는 것이다. 이런 결론은 1885년 3월 28일 그 악명 높은 ‘랑선 전보’의 비관적인 어조를 설정하는데 도움이 되었다. 폴 귀스타브 에르빈제 중령의 랑선 퇴각으로 이 전보를 발송했으며, 이것은 통킹 논쟁을 거쳐 쥘 페리 정권을 무너뜨렸고, 프랑스가 상당히 당혹스러운 상황 속에서 청불 전쟁을 신속하게 종결시킨 촉발제였다. 타인마이 지구는 1885년 5월 통킹 원정군 총사령관 브리에르 드 리즐의 뒤를 이어 뤼셀 드 쿠시가 부임한 뒤 1885년 10월까지 베트남 산적 집단의 손에 있었다. 5,000명의 프랑스군이 산적들을 홍강에서 타인꽌으로 몰아냈다.

## 참고자료
- Bonifacy, Lieutenant-Colonel, A propos d'une collection de peintures chinoises représentant divers épisodes de la guerre franco-chinoise (Hanoi, 1931)
- Huard, L., La guerre du Tonkin (Paris, 1887)
- Lecomte, J., Lang-Son: combats, retraite et négociations (Paris, 1895)
- Lung Chang [龍章], Yueh-nan yu Chung-fa chan-cheng [越南與中法戰爭, Vietnam and the Sino-French War] (Taipei, 1993)
- Nimier, H., Histoire chirurgicale de la guerre au Tonkin et à Formose (Paris, 1889)
- Sainmont, P., Algérie, Tonkin, Cambodge: souvenirs et impressions d'un soldat du 2e Zouaves (Tours, 1896)
- Thomazi, A., Histoire militaire de l’Indochine française (Hanoi, 1931)